# Calidris subruficollis
Il piro-piro fulvo (Calidris subruficollis, (Vieillot, 1819)) è un uccello della famiglia degli Scolopacidae, appartenente al genere Calidris.

## Distribuzione e habitat
Questo uccello vive in tutto il Nord America e in tutto il Sud America (escluso il Cile), nei Caraibi e in Russia. È di passo nell'Europa occidentale e settentrionale, nel Bacino del Mediterraneo (Italia compresa), in Australia e su alcune isole dell'Oceania occidentale, in Giappone, Taiwan, nell'Africa meridionale, in Kenya e lungo il Golfo di Guinea.

## Tassonomia
Il Piro-piro fulvo è classificato dal Congresso ornitologico internazionale come apparente al genere Calidris Merrem, 1804; tuttavia in passato era considerato come unica specie del genere Tryngites Cabanis, 1857.